# مسجد حاجی قنبر
مسجد حاجی قنبر مربوط به دوره تیموریان است و در یزد، خیابان امام خمینی (ره)، خیابان سلمان فارسی، میدان امیر چخماق، داخل بازارچه، مسجد حاجی قنبر واقع شده و این اثر در تاریخ ۱۴ اسفند ۱۳۸۵ با شمارهٔ ثبت ۱۷۹۰۰ به‌عنوان یکی از آثار ملی ایران به ثبت رسیده است.